# Kovčežić za istoriju, jezik i običaje Srba sva tri zakona
Kovčežić za istoriju, jezik i običaje Srba sva tri zakona (ponekad i skraćeno Kovčežić) je knjiga srpskog jezikoslovca Vuka Stefanovića Karadžića. Objavljena je u Beču 1849. godine. U Kovčežiću, Vuk piše o Srbima koji su, po njegovom mišljenju, narod s tri vjere („zakona“)  - pravoslavne, muslimanske i rimokatoličke - i o njihovom načinu života, običajima, materinskom jeziku, povijesti i sl.
U Kovčežiću se nalaze i dva teksta koja je Vuk napisao za jednu raniju svoju knjigu, Crnu Goru i Crnogorce, ali premda ih nije objavio u njoj, objavio ih je u Kovčežiću. To su tekstovi Boka kotorska i Srbi svi i svuda.
Vuk je Srbima nazivao sve kojima je materinsko narječje bilo štokavsko narječje. Tako je Vuk među Srbe ubrajao i Crnogorce, Bošnjake, Makedonce i neke Hrvate koje međutim ne naziva Hrvatima, nego ih naziva ih po zemljopisnim nazivu krajeva iz kojih dolaze Dubrovčane, Slavonce i Dalmatince, kao i Bunjevce, Šokce i Krašovane. 

## Vanjske poveznice
- Srbi svi i svuda, Kovčežić za istoriju, jezik i običaje Srba sva tri zakona